# HORIZON (HYDEの曲)
「HORIZON」（ホライズン）は、日本のロックバンド・L'Arc〜en〜Cielのボーカリストで、シンガーソングライターであるHYDEの5作目のシングル。2003年11月6日発売。発売元はKi/oon Records内に設立した自身の主宰レーベル、HAUNTED RECORDS。

## 解説
前作「HELLO」以来約5ヶ月ぶりとなるシングル。なお、本作は2ndアルバム『666』の先行シングルとなっている。
本作の表題曲「HORIZON」は、繊細なギター・サウンドに、低音域のボーカルとエフェクトの効いた歌声が場面毎に展開していくロックナンバーに仕上げられている。共同プロデューサーを務めたK.A.Z（Oblivion Dust、Spin Aqua）は、この曲の制作を振り返り「広大な世界観と繊細な部分を共存させたかったので、アコースティック・ギターとエレキ・ギターを織り交ぜて、レコーディングでは、"風"が感じられるサウンドづくりを目指した」と述べている。なお、表題曲は、本作発売の2日後の2003年11月8日に公開された映画『スカイハイ 劇場版』の主題歌に使用されている。ちなみにこの曲のミュージック・ビデオは、MTVジャパンが主催する音楽賞「MTV Video Music Awards Japan 2004」の"最優秀buzzASIA賞"にノミネートされている。
カップリングには、イギリスのロックバンド、ビートルズの楽曲「ルーシー・イン・ザ・スカイ・ウィズ・ダイアモンズ」をカバーしたスタジオ音源が収録されている。なお、L'Arc〜en〜Ciel名義でリリースした作品を含み、HYDEが手掛けた作品にカバー音源が収録されたのはこれが初となる。
なお、本作に収録された楽曲の制作には、前作と同様に、共同プロデューサーとしてOblivion Dust、Spin AquaのギタリストであるK.A.Zが招聘されている。なお、本作及びアルバム『666』のレコーディングでは、HYDEがメインでギターを弾いている。そしてK.A.Zは、サウンド・ディレクションに加え、HYDEのギタープレイに関するアドバイザーを担っている。また、ベースは元media youthのベーシストのHIROKI、ドラムは元BUGのFURUTONが担当している。
本作は、通常盤（12cmCD）の1形態でリリースされた。なお、発売当初はCCCDで販売されていたが、2005年10月26日にCD-DAで再発売されている。

## 収録曲
| #  | タイトル                          | 作詞               | 作曲             | 編曲        | 時間 |
| -- | --------------------------------- | ------------------ | ---------------- | ----------- | ---- |
| 1. | 「HORIZON」                       | HYDE, Lynne Hobday | HYDE             | HYDE, K.A.Z | 4:47 |
| 2. | 「Lucy in the Sky with Diamonds」 | Lennon–McCartney   | Lennon–McCartney | HYDE, K.A.Z | 4:22 |

## タイアップ
HORIZON
- 東映配給映画『スカイハイ 劇場版』主題歌

## 参加ミュージシャン
HORIZON
- HYDE：Vocals, Guitars
- FURUTON：Drums
- HIROKI：Bass
- K.A.Z：Synthesizer Programming, Additonal Guitars
- 斎藤仁：Pre Production, Synthesizer Programming
- Lynne Hobday：English Translation

## 収録アルバム
- 『666』 (#1)
- 『HYDE』 (#1)